# Manfred Knapp (Politikwissenschaftler)
Manfred Knapp (* 14. April 1939 in Viernheim) ist ein deutscher Politikwissenschaftler.

## Leben
Knapp studierte Mathematik, Physik und Sozialwissenschaften an der Technischen Hochschule Darmstadt, an der Philipps-Universität Marburg und an der Harvard University. 1966 legte er die Staatsprüfung für das Lehramt an Gymnasien ab. 1971 wurde er in Marburg zum Dr. phil. promoviert. 1978 habilitierte er sich für das Fach Politikwissenschaft mit dem Schwerpunkt Internationale Beziehungen in Frankfurt am Main. 1980 wurde er an der Johann Wolfgang Goethe-Universität Frankfurt am Main zum Professor ernannt, an der er seit 1972 Dozent war. 1981 folgte er einem Ruf an die Westfälische Wilhelms-Universität Münster und 1983 einem Ruf auf die Professur für Politikwissenschaft, insbesondere Internationale Beziehungen, an die Universität der Bundeswehr Hamburg (heute Helmut-Schmidt-Universität). 2004 wurde er emeritiert.
Lehr- und Forschungsschwerpunkte sind die Außenpolitik der Bundesrepublik Deutschland, Weltpolitik der USA, Amerikanisch-Europäische Beziehungen, die Rolle Internationaler Organisationen, insbesondere Vereinte Nationen.
Seit 1960 ist er Mitglied der katholischen Studentenverbindung KDStV Rheinpfalz Darmstadt im CV.

## Schriften
- Der US-Informationsdienst als Instrument der amerikanischen Aussenpolitik während der Präsidentschaft John F. Kennedys. Dissertation, Universität Marburg 1971.
- Zusammenhänge zwischen der Ostpolitik der BRD und den deutsch-amerikanischen Beziehungen. Westdeutscher Verlag, Opladen 1974.
- Die deutsch-amerikanischen Beziehungen nach 1945. Campus Verlag, Frankfurt am Main 1975, ISBN 3-593-32146-7.
- Die USA und Deutschland 1918–1975. Deutsch-amerikanische Beziehungen zwischen Rivalität und Partnerschaft. C.H. Beck, München 1978, ISBN 3-406-06777-8.
- zusammen mit Gert Krell (Herausgeber): Einführung in die Internationale Politik Studienbuch. Oldenbourg, München, 4. Aufl. 2003, ISBN 3-486-25968-7.